# Харстер, Вильгельм
Вильгельм Харстер (нем. Wilhelm Harster; 21 июля 1904, Кельхайм, Германская империя — 25 декабря 1991, Мюнхен, Германия) — немецкий юрист, группенфюрер СС, генерал-лейтенант полиции, начальник гестапо в Инсбруке, командир полиции безопасности и СД в Голландии и в Италии. После войны дважды представал перед судом и был приговорён к большим срокам тюремного заключения, но в обоих случаях был освобождён досрочно.

## Биография
Вильгельм Харстер родился 21 июля 1904 года в семье юриста Теодора Харстера, погибшего в ноябре 1914 года на фронте Первой мировой войны. С 1913 по 1922 год учился в гимназии в Мюнхене. С июня 1920 по август 1926 года был членом Добровольческого корпуса «Оберланд». С 1922 по 1926 год изучал юриспруденцию в университете Мюнхена и в 1927 году в университете Эрлангена получил докторскую степень по праву. В октябре 1929 года поступил на службу в полицейское отделение в Штутгарте, где служил в отделе уголовной полиции. В 1931 году возглавил политическую полицию в Штутгарте, а в апреле 1933 года стал заместителем руководителем политической полиции Вюртемберга.
1 мая 1933 года вступил в НСДАП (билет № 3226959), а 9 ноября был зачислен в ряды СС (№ 225932). 20 октября 1935 года присоединился к аппарату СД. С 1937 года служил в отделении гестапо в Берлине. С марта 1938 по ноябрь 1939 года был начальником отделения гестапо в Инсбруке. 23 октября 1939 года был назначен командиром полиции безопасности и СД в Кракове. В конце 1939 года стал инспектором полиции безопасности в Касселе. С 15 июля 1940 года был командиром полиции безопасности и СД в Нидерландах со штаб-квартирой в Гааге. Под его руководством была организована депортация в концентрационные лагеря 100 000 голландских евреев (из общего числа в 140 000). С конца августа 1943 по май 1945 года был командиром полиции безопасности и СД в Италии со штаб квартирой в Вероне. Под его руководством усилились преследования евреев. 16 октября 1943 года в Риме произошла депортация 1007 евреев в лагерь смерти Освенцим, из которых войну пережили только 149 мужчин и 47 женщин. 9 ноября 1944 года получил звание группенфюрера СС и генерала-лейтенанта войск СС.

### После войны
После окончания войны 13 мая 1945 года был арестован британцами в Больцано и передан Нидерландам. 23 марта 1949 года был приговорён голландским судом к 12 годам тюремного заключения, но был досрочно освобождён 14 октября 1955 года. Харстер вернулся в Баварию и поступил на государственную службу. С 1956 года и до своей отставки в 1963 году работал в баварском министерстве внутренних дел. В январе 1966 года был арестован и 23 января 1967 года судом Мюнхена был признан виновным в депортации голландских евреев в концлагеря Освенцим и Собибор; всего Харстер был признан причастным к гибели 83 000 человек. 24 февраля 1967 года был приговорён к 15 годам тюремного заключения, но в 1969 году был досрочно освобождён.

## Звания
- правительственный помощник (16 октября 1929);
- правительственный советник (16 июля 1931);
- роттенфюрер СС (30 января 1936);
- шарфюрер СС (20 апреля 1936);
- гауптшарфюрер (20 апреля 1937);
- унтерштурмфюрер СС (9 ноября 1937);
- оберштурмбаннфюрер СС (1 августа 1938);
- штандартенфюрер СС (1 августа 1940);
- оберфюрер СС (1941);
- группенфюрер СС и генерал-лейтенант полиции (9 ноября 1944).

### Награды
- Немецкий крест в золоте
- Железный крест 1-го и 2-го класса
- Крест «За военные заслуги» 1-го класса с мечами
- Почётная шпага рейхсфюрера СС
- Йольский светильник
- Кольцо «Мёртвая голова»